# Kołomijcewe Ozero
Kołomijcewe Ozero (ukr. Коломійцеве Озеро) – wieś na Ukrainie, w obwodzie połtawskim, w rejonie łubieńskim, w hromadzie Chorol. W 2001 liczyła 128 mieszkańców.